# Zamarada funebris
Zamarada funebris là một loài bướm đêm trong họ Geometridae.